# 克蘭芝馬場
克蘭芝馬場（英語：Kranji Racecourse）是一個座落於克蘭芝，比鄰克兰芝地铁站的純種賽馬場地。馬場由新加坡赛马公会興建及營運，於2000年3月4日啟用，取代既有的武吉知馬馬場。
克蘭芝馬場每年均舉辦不少本地重要賽事，當中包括兩場重要國際賽事—新加坡航空國際盃及KrisFlyer國際短途錦標。
新加坡賽馬公會宣佈2027年後將停辦賽馬。